# オズワルド・アルディレス
オズワルド・アルディレス（スペイン語: Osvaldo Cesar Ardiles, 1952年8月3日 - ）は、アルゼンチン出身の元サッカー選手、サッカー指導者。ポジションは攻撃的ミッドフィールダー。愛称は「オジー」。弁護士資格を持つ事でも知られる。

## 経歴

### 選手時代

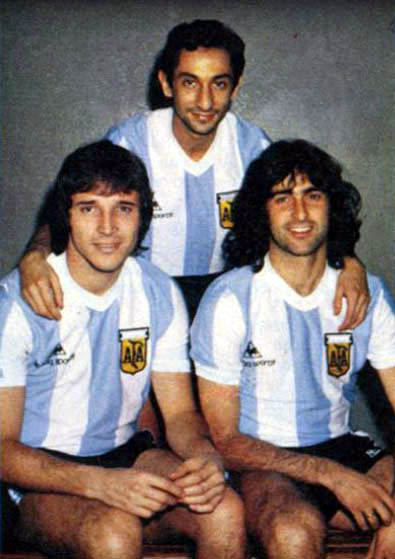
アルゼンチン代表時代 (1981年)、左ダニエル・ベルトーニ、右マリオ・ケンペス

アルゼンチンで開催された1978 FIFAワールドカップで優勝したアルゼンチン代表の主力としてダニエル・パサレラ、マリオ・ケンペスらとともにチームを牽引、6試合に出場して、1次リーグのフランス戦、2次リーグのポーランド戦でアシストを決めるなど、地元開催のワールドカップで同国の初優勝に貢献、大会最優秀MFに選出された。1982 FIFAワールドカップでも全5試合にフル出場、ハンガリー戦で1得点を挙げた。また当時の代表は「エース以外の背番号はアルファベット順につける」という慣習があった為、『背番号1を付けたフィールドプレイヤー』としても有名であった。

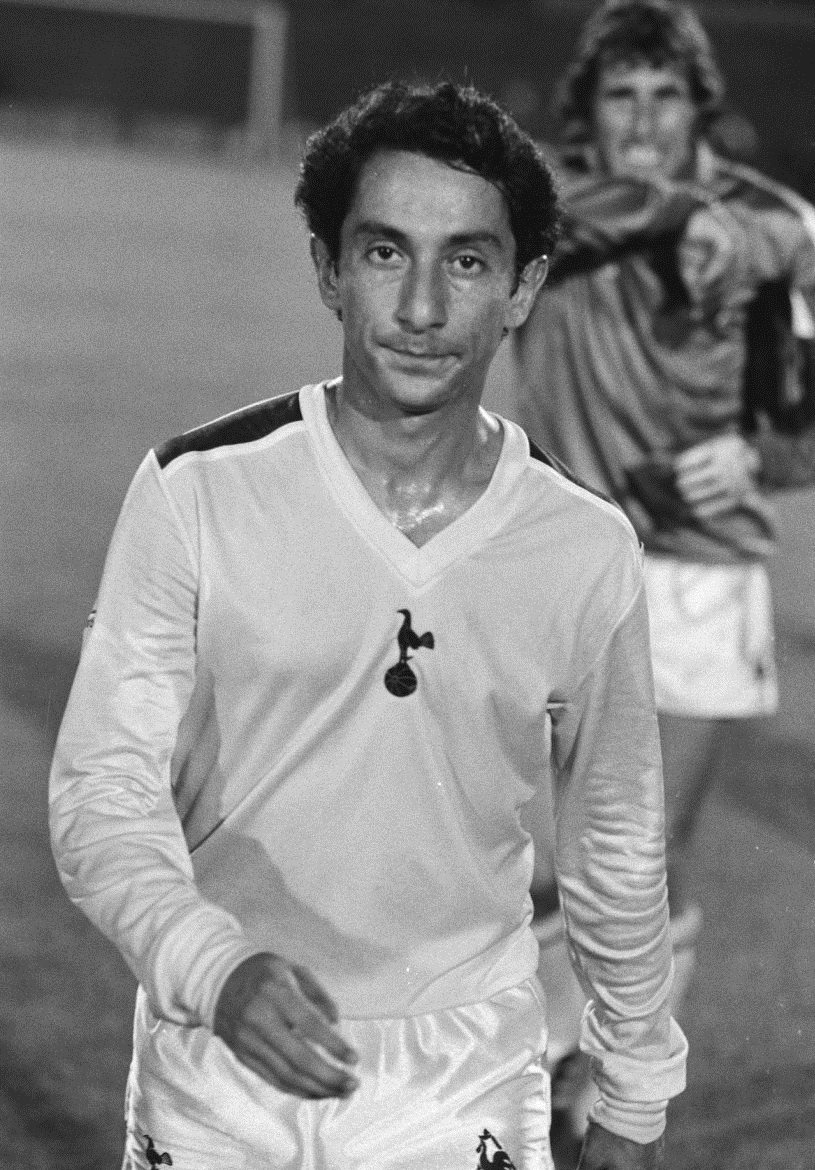
トッテナム時代 (1981年)

1978年のワールドカップ後に、リカルド・ビジャとともに、ふたり合わせて75万ポンドの大金でイングランドのトッテナム・ホットスパーに移籍、トッテナムで約10シーズンプレーした 。1979年にジャパンカップ1979でトッテナムの一員として日本を訪れ、日本との対戦で1得点、決勝のダンディー・ユナイテッドとの対戦では決勝点を決めて優勝を果たした。1980-81シーズンにはFAカップ獲得に貢献、1981-82シーズンのFAカップでも準決勝のレスターシティ戦で1ゴールを挙げるなど、決勝進出に貢献。 同年、イングランドとアルゼンチンの間にフォークランド紛争が発生したため、混乱を避けるためにフランスのパリ・サンジェルマンにレンタル移籍した。トッテナムでは1984年にUEFAカップ優勝に貢献。その後クイーンズ・パーク・レンジャーズやアメリカで短期間プレーした後、現役を引退した。2008年トッテナムの殿堂入りを果たす。

### 監督時代
1990年、イングランド2部のスウィンドン・タウンの監督に就任した。それまでのキック&ラッシュの攻撃スタイルを一新し、南米的なパスサッカーを試みた。1部昇格を決めたものの、クラブの不正経理の疑いで昇格は取り消された。ニューカッスル・ユナイテッドの監督は1年も経たずに解雇されたが、ウェスト・ブロムウィッチでは1部昇格を果たした。そして1993年、混乱が続いていた古巣トッテナム・ホットスパーの監督に就任した。ドイツ代表のユルゲン・クリンスマンやルーマニア代表のゲオルゲ・ポペスクらを獲得したが、チーム状態は良くならなかった。成績は残せなかったが、ファンに愛された監督だった。
メキシコを経て、1996年には清水エスパルスの監督として来日。その年のナビスコカップでチーム初のタイトル獲得に貢献した。1998年は、ファーストステージでは、優勝争いに加わり2位に終わる。セカンドステージでは、5位に終わる。リーグ戦終了後、天皇杯を前に解任された。1999年は、クロアチアのNKディナモ・ザグレブの監督に就任したが、1999年の夏に成績不振を理由に解任される。
2000年には横浜F・マリノスの監督に就任し、その年の第1ステージで優勝。2ndステージでは、調子が上がらず5位に終わる。チャンピオンシップでは、鹿島アントラーズに敗北。翌2001年に成績不振に陥り、また外国人選手の補強を巡ってフロントと対立し解任された。
横浜F・マリノスを去ったあと、アル・イテハドの監督に就任したが、成績不振で解任された。
2002年には、ラシン・クルブの監督に就任。
2003年には東京ヴェルディ1969の監督に就任。2004年度天皇杯で、東京Vに8年ぶり（東京移転後は初めて）のタイトルをもたらした。しかし2005年シーズンに大量失点試合が響き、7月成績不振の責任を取って解任された。
2012年、J2・FC町田ゼルビアの監督に就任したが、2012シーズンのJ2で最下位となりJFLへの降格が決定。同年11月17日、監督を解任された。

## エピソード
- トッテナム在籍中、イギリスとアルゼンチンの間でフォークランド紛争が起こったが、この時トッテナムファンから「オジーが残ってくれるなら、フォークランドはアルゼンチンにくれてやらなくもない」といった意味の横断幕が出るほど、[要出典]トッテナムのサポーターから愛された存在だった。
- 1981年に公開されたシルヴェスター・スタローン主演映画、『勝利への脱出』にペレ、ボビー・ムーア、マイク・サマビー、ジョン・ウォークら当時のサッカー界のスター選手達と共に連合軍捕虜チームのプレーヤー役で出演、1ゴールを決めた。
- 1999年のクロアチア・ザグレブの監督就任時には、当時、三浦知良が所属していたものの「カズのことは知っているが、戦力とは考えていない」とメディアを通して発言した。[要出典]結局、三浦は退団することとなった。
- 2012年年の町田は、選手の入団が決まった後に、監督人事を行っていたこともあり[7]。東京ヴェルディ、清水エスパルスの時の教え子である戸田和幸に対して、2月のキャンプにて戦力外通告を言い渡し、ほぼ起用しなかった[7]。
- 趣味は読書、チェス、オペラ観賞である。[要出典]

## 所属クラブ
- 1969年 - 1973年  インスティトゥートACコルドバ
- 1974年  CAベルグラーノ
- 1975年 - 1978年  CAウラカン
- 1978年 - 1988年  トッテナム・ホットスパーFC
  - 1982年 - 1983年  パリ・サンジェルマンFC (期限付き移籍)
  - 1985年  セントジョージFC（英語版） (期限付き移籍)
- 1988年  ブラックバーン・ローヴァーズFC
- 1989年  クイーンズ・パーク・レンジャーズFC
- 1989年  フォートローダーデール・ストライカーズ（英語版）

## 個人成績
| 年度    | クラブ               | リーグ               | 背番号     | リーグ戦 | リーグ戦 | リーグカップ | リーグカップ | カップ戦 | カップ戦 |
| 年度    | クラブ               | リーグ               | 背番号     | 出場     | 得点     | 出場         | 得点         | 出場     | 得点     |
| ------- | -------------------- | -------------------- | ---------- | -------- | -------- | ------------ | ------------ | -------- | -------- |
| 1970    | インスティトゥート   | プリメーラ           |            |          |          |              |              |          |          |
| 1971    | インスティトゥート   | プリメーラ           |            |          |          |              |              |          |          |
| 1972    | インスティトゥート   | プリメーラ           |            |          |          |              |              |          |          |
| 1973    | インスティトゥート   | プリメーラ           |            |          |          |              |              |          |          |
| 1974    | ベルグラーノ         | プリメーラ           |            | 16       | 2        |              |              |          |          |
| 1975    | ウラカン             | プリメーラ           |            |          |          |              |              |          |          |
| 1976    | ウラカン             | プリメーラ           |            |          |          |              |              |          |          |
| 1977    | ウラカン             | プリメーラ           |            |          |          |              |              |          |          |
| 1978    | ウラカン             | プリメーラ           |            |          |          |              |              |          |          |
| 1978-79 | トッテナム           | FL1部                |            | 38       | 3        |              |              |          |          |
| 1979-80 | トッテナム           | FL1部                |            | 40       | 3        |              |              |          |          |
| 1980-81 | トッテナム           | FL1部                |            | 36       | 5        |              |              |          |          |
| 1981-82 | トッテナム           | FL1部                |            | 26       | 2        |              |              |          |          |
| 1982-83 | トッテナム           | FL1部                |            | 2        | 0        |              |              |          |          |
| 1982-83 | パリSG               | ディヴィジョン・アン |            |          |          |              |              |          |          |
| 1983-84 | トッテナム           | FL1部                |            | 9        | 0        |              |              |          |          |
| 1984-85 | トッテナム           | FL1部                |            | 11       | 2        |              |              |          |          |
| 1985-86 | トッテナム           | FL1部                |            | 23       | 1        |              |              |          |          |
| 1986-87 | トッテナム           | FL1部                |            | 25       | 0        |              |              |          |          |
| 1987-88 | トッテナム           | FL1部                |            | 28       | 0        |              |              |          |          |
| 1987-88 | ブラックバーン       | FL2部                |            | 5        | 0        |              |              |          |          |
| 1988-89 | クイーンズ・パーク   | FL1部                |            | 8        | 0        |              |              |          |          |
| 1989-90 | スウィンドン・タウン | FL2部                |            | 2        | 0        |              |              |          |          |
| 1990-91 | スウィンドン・タウン | FL2部                |            | 0        | 0        |              |              |          |          |
| 通算    | プリメーラ           | プリメーラ           | プリメーラ |          |          |              |              |          |          |
| 通算    | FL1部                | FL1部                | FL1部      | 248      | 16       |              |              |          |          |
| 通算    | FL2部                | FL2部                | FL2部      | 5        | 0        |              |              |          |          |
| 通算    | ディヴィジョン・アン |                      |            |          |          |              |              |          |          |

## 代表歴

### 試合数
- 国際Aマッチ 51試合 8得点（1975年-1982年）[8]

| アルゼンチン代表 | 国際Aマッチ | 国際Aマッチ |
| 年               | 出場        | 得点        |
| ---------------- | ----------- | ----------- |
| 1975             | 8           | 4           |
| 1976             | 9           | 1           |
| 1977             | 11          | 0           |
| 1978             | 12          | 2           |
| 1979             | 1           | 0           |
| 1980             | 0           | 0           |
| 1981             | 2           | 0           |
| 1982             | 8           | 1           |
| 通算             | 51          | 8           |

## 指導歴
- 1989年 - 1991年  スウィンドン・タウンFC
- 1991年 - 1992年  ニューカッスル・ユナイテッドFC
- 1992年 - 1993年  ウェスト・ブロムウィッチ・アルビオンFC
- 1993年 - 1994年  トッテナム・ホットスパーFC
- 1995年  CDグアダラハラ
- 1996年 - 1998年  清水エスパルス
- 1999年  クロアチア・ザグレブ
- 1999年 - 2001年  横浜F・マリノス
- 2001年 - 2002年  アル・イテハド
- 2002年 - 2003年  ラシン・クルブ
- 2003年 - 2005年  東京ヴェルディ1969
- 2006年  ベイタル・エルサレムFC
- 2007年  CAウラカン
- 2008年  セロ・ポルテーニョ
- 2012年  FC町田ゼルビア

## タイトル

### 選手時代
トッテナム・ホットスパーFC
- FAカップ:2回（1980-81,1981-82）
- FAコミュニティ・シールド:1回（1981）
- UEFAカップ:1回（1983-84）

アルゼンチン代表
- FIFAワールドカップ:1回（1978）

個人
- ディビジョン2PFA年間ベストイレブン:1回（1979）
- フットボールリーグ伝説の100人（1998）
- ゴールデンフット賞（2013）

### 指導者時代
清水エスパルス
- Jリーグカップ:1回（1996）

横浜F・マリノス
- J1リーグ1stステージ:1回（2000）

東京ヴェルディ1969
- 天皇杯全日本サッカー選手権大会:1回（2004）

個人
- Jリーグ年間最優秀監督賞:1回（1998）